# Histoire de ma vie (George Sand)

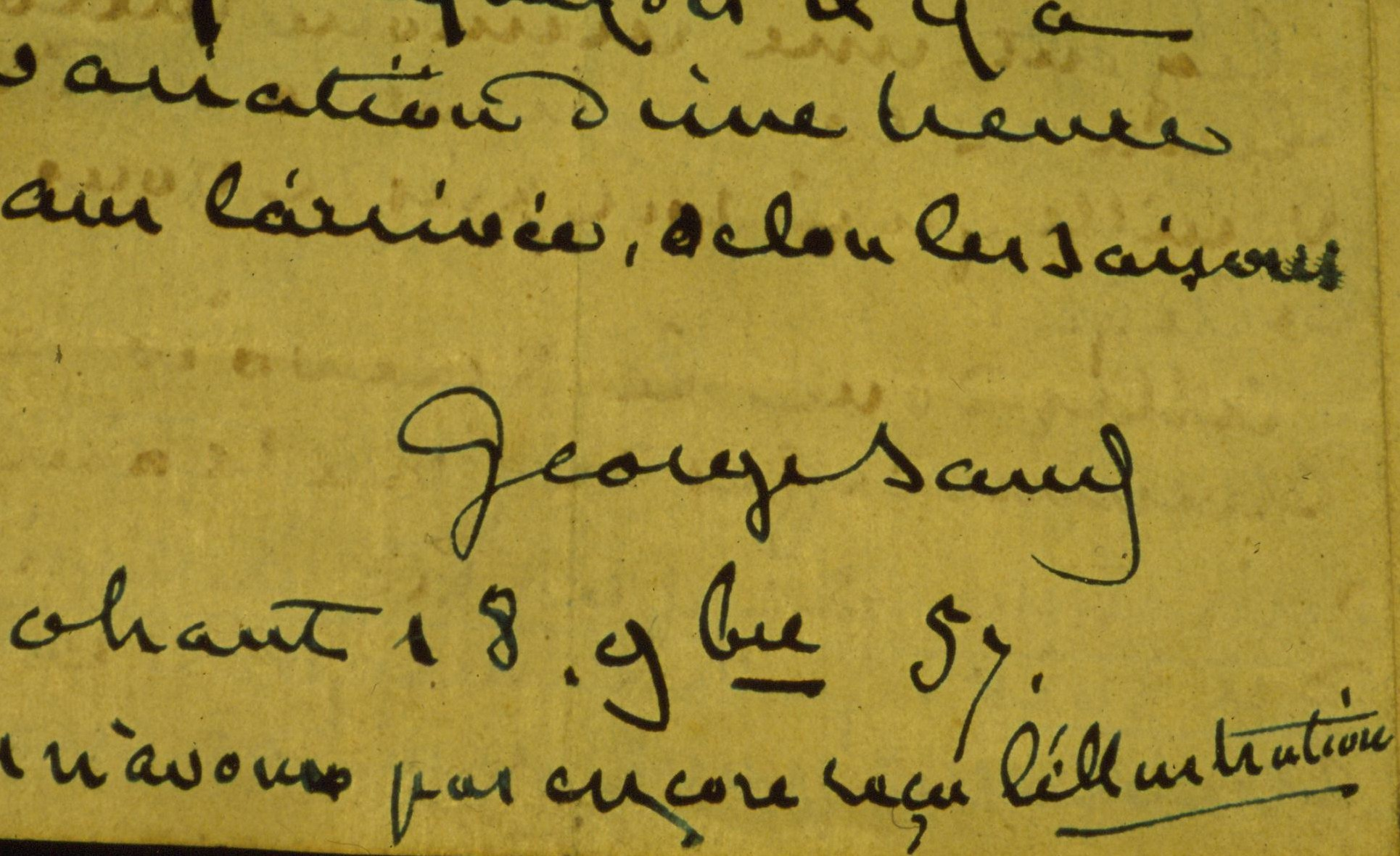
Firma de la escritora francesa Georde Sand (1804-1876)

Histoire de ma vie es la autobiografía de George Sand, prolífica escritora francesa, publicada en 1855.

## Contexto
George Sand (1804 - 1876), escritora francesa cuyo nombre real era Amantine Aurore Dupin, fue tan famosa por sus novelas como por sus numerosas parejas.

## Argumento
En Historia de mi vida, Dupin (Sand) nos habla de las ventajas de no ser ni guapa ni fea, de su maravillosa infancia, de sus juegos de acción, de sus raras historias inventadas a los cuatro años acerca de príncipes buenos y princesas encantadas. Relata el viaje a España en plena guerra napoleónica, el cual estuvo envuelto en un halo romántico que conservan otros episodios de su autobiografía: pueblos incendiados, naufragios, ahorcados balanceándose en el bosque, visitas nocturnas a la Iglesia en momentos de arrebato místico. Luego se mudó a París, se instaló en una buhardilla con poco dinero y emprendió su labor literaria. La obra contiene no sólo los hechos de la vida de Sand, sino también perspicacia y humor.